# ヤングライブニッポンLF+RミュージックTV
ヤングライブニッポンLF+RミュージックTV（ヤングライブニッポン エルエフアールミュージックティービー）は、BSフジとフジテレビ721にて月-金曜日の6:30-7:55→7:00-8:30（再放送16:30-17:55→18:30-20:00）に当時東京都港区台場にあったニッポン放送第3スタジオから生放送されていた番組。学校忘れて叩き込め！が合言葉であった。制作はニッポン放送事業開発局とBSフジ。2000年12月にBSデジタル放送が開始されたと同時に始まった『LF+Rモーニング YOUNG LIVE JAPAN』の後番組である。ニッポン放送LF+Rのレーベルを使った番組で、当時はまださほど売れていない頃の青木さやかと、現東京ダイナマイトの松田大輔が「温泉こんにゃくアクロバットショー」というコンビを作っていた時のレギュラー番組の1つである。
また、現在日本テレビアナウンサーである鈴江奈々が慶應義塾大学時代に出演していた番組でもあり、日本テレビアナウンサーになった後、同局の「おしゃれイズム」でこの番組に出演していた映像が紹介されたことがある。

## 概要
主にラジオドラマなど規模の大きな録音スタジオや準生放送スタジオとして使われ、スペースが広いお台場のニッポン放送第3スタジオが使われている。ブース内にカメラが入りこむ形で撮影し、普通にラジオで喋っているように進行される。音声はスタジオ内の副調整室を用いて送られるが、映像は別の副調整室で切替を行っている。そのため、音声の副調整室では確認のためモニターが置かれている。スタジオ内の壁には簡易に作られたセットがあり、放送使用時以外ではカバーで覆い放置しておくため、ニッポン放送のホームページの放送風景の画像には、カバーをかけた状態のセットが見えることがあった。内容は主にトレンドに関する話題が多く、新曲の紹介やゲストが来ることもあった。普通のラジオのようにコーナーの区切りに曲紹介があり、その時にプロモーションビデオが流れる。最後に『今夜のLF+R』というコーナーがあり、今夜のニッポン放送LF+Rで放送される番組の予告やゲストの予告を松田大輔と青木さやかがネタを交えながら紹介する。

## 出演者

### 月曜日
- 吉田尚記（ニッポン放送アナウンサー）
- 黒石えりか
- 安藤盟

### 火曜日
- DJ.NINJA - 山本元気（現：山本剛士）（ニッポン放送アナウンサー）
- 神戸みゆき

### 水曜日
- Dice-K
- 黒沢ゆう子

### 木曜日
- 宮内大（劇団スーパー・エキセントリック・シアター）※ニッポン放送と三宅裕司との繋がりがある
- 池辺愛（慶應義塾大学・KEIO DANCECREW JADE）
- 鈴江奈々（慶應義塾大学・KEIO DANCECREW JADE・現日本テレビアナウンサー）

### 金曜日
- 山本麻祐子（ニッポン放送アナウンサー・2006年4月にフジテレビジョンに転籍）
- 須川華奈子
- 桂亜沙美
- 小石理恵

### LF+Rウオッチャー（今夜のニッポン放送LF+Rの番組紹介）
- 温泉こんにゃくアクロバットショー
  - 松田大輔（現・東京ダイナマイト）
  - 青木さやか

### 月-金コーナー出演
- HEADS

## スタッフ

### プロデューサー
- 戸田修一（ニッポン放送）
- 鳥谷規 （ニッポン放送）
- 小松勇介（BSフジ）

### チーフディレクター
- 月曜日担当・後藤隆志（ニッポン放送）
- 火曜日担当・中山千彰（ニッポン放送）
- 水曜日担当・安井邦夫（ニッポン放送）
- 木曜日担当・戸田修一（ニッポン放送）
- 金曜日担当・鳥谷規（ニッポン放送）
- 月-金担当・山本哲志（八峯テレビ）

※いずれも当時の所属